# Nomada laramiensis
Nomada laramiensis är en biart som beskrevs av Swenk 1913. Nomada laramiensis ingår i släktet gökbin, och familjen långtungebin. Inga underarter finns listade i Catalogue of Life.